# 阿魯巴
12°31′16″N 69°58′06″W / 12.521110°N 69.968338°W
阿魯巴（荷蘭語：Land Aruba）是一個位於加勒比地區的島嶼，位於南美國家委內瑞拉北方的委內瑞拉灣外海，距離巴拉瓜納半島約25公里，従自哥倫比亞東北方約89公里。阿魯巴是荷兰王国四个構成國之一。由於氣候乾燥，常見熱帶植物數量不多，島上的景象與一般人對加勒比海所抱持的既有印象大異其趣。阿魯巴被《福布斯》列於2020年退休宜居國的名單中。

## 歷史
屬於阿拉瓦克部族分支的卡奎提歐（Caquetios）印地安人是阿魯巴島最早的居民，其歷史可以回溯到公元1,000年前後，而1499年時踏上此島的西班牙探險家阿隆索·德·奥赫达（Alonso de Ojeda）則相信是第一位來到此地的歐洲人。
1636年阿魯巴被併入荷兰，並且在荷蘭人的統治下持續了約兩百年，直到1805年時荷蘭因為拿破崙戰爭的影響而逐漸失去對阿魯巴島的控制，而由英国接管，但又在1816年時交還荷蘭。
從殖民時代開始阿魯巴島的主要經濟歷經了三個階段的改變，19世紀時的淘金潮在1924年時因為油田的發現與煉油廠的建立而被取代，1990年代以後島上的旅遊業逐漸興起，而成為該島重要的經濟來源之一。
原屬荷属安地列斯群島一部份、也是諸島中最富裕的阿魯巴島，在1983年3月一場由荷蘭、荷屬安地列斯中央政府與包括阿魯巴在內所有荷屬安地列斯島嶼政府共同出席的會議中，決議獲得升格為荷蘭王國的一个獨立构成国。
1986年1月1日起阿魯巴正式自荷屬安地列斯脫離，從此以後整個荷蘭王國變成是由荷蘭、荷屬安地列斯與阿魯巴三個個體組成。雖然阿魯巴完全獨立成為一個單一國家的工作原本已被排入議程，並且預計在1996年時獨立，但卻因為居民的反對，經過荷蘭政府、阿魯巴與荷屬安地列斯三方溝通後，在1994年時叫停。荷蘭政府主要關心的是該島的安全議題並且擔心它會變成中南美洲生產的毒品外運的轉運地，而阿魯巴政府則擔心獨立將會造成失業率的提升與經濟上的不穩定。

## 政治
阿魯巴是荷兰王国內的一个構成國和自治國，擁有完整的內部事務自治權，只有國防、外交、國籍法與最高司法權是由荷蘭王國政府（Rijksregering）負責。1986年時頒佈憲法（Staatsregeling），賦予當地人民權力自行選出議會，多數黨黨魁做总理，領導一個八人編制的內閣，而總督則是由阿魯巴內閣提議，之後由荷蘭君主派任，任期六年。總理的選舉是由民選的21人議會間接選出，無論是正副首總理，其任期最多四年。

## 地理
阿鲁巴岛是一個地形平坦、完全沒有河流的石灰岩島嶼，以其四周環繞的白色沙灘著名。由於終年受到來自大西洋的信風吹拂，雖然地處热带地區，阿魯巴卻能保持終年攝氏27度的穩定氣候，有利觀光發展。島上可以遍覽全島的最高點，哈馬諾塔山（Mount Jamanota），離海平面也僅有188公尺。比較起貧瘠的東岸，西岸的植被與人口都顯得富庶許多。
作为荷兰王国的一个的构成国，阿魯巴底下並沒有更小的次行政區劃分，有时候亦与東方緊鄰的博奈尔和库拉索一起被合稱為「ABC群島」。

### 地区
阿鲁巴被划分为8个地区用于人口普查，这些地区没有行政功能。有些地区与教区相对应，并包含若干社区设施。
| 名称           | 面积 (平方公里) | 人口 1991年普查 | 人口 2000年普查 | 人口 2010年普查 | 人口 2020年普查 |
| -------------- | --------------- | --------------- | --------------- | --------------- | --------------- |
| 诺德           | 34.62           | 10,056          | 16,944          | 21,495          | 24,193          |
| 奥拉涅斯塔德西 | 9.29            | 8,779           | 12,131          | 13,976          | 13,735          |
| 奥拉涅斯塔德东 | 12.88           | 11,266          | 14,224          | 14,318          | 14,923          |
| 帕拉德拉       | 20.49           | 6,189           | 9,037           | 12,024          | 13,834          |
| 圣尼古拉斯北   | 23.19           | 8,206           | 10,118          | 10,433          | 9,940           |
| 圣尼古拉斯南   | 9.64            | 5,304           | 5,730           | 4,850           | 4,235           |
| 圣克鲁斯       | 41.04           | 9,587           | 12,326          | 12,870          | 15,236          |
| 萨瓦内塔       | 27.76           | 7,273           | 9,996           | 11,518          | 11,955          |
| 阿鲁巴总计     | 178.91          | 66,687          | 90,506          | 101,484         | 108,166         |

### 氣候
阿魯巴屬热带海洋性气候，全年吸引遊客至阿魯巴旅遊；依柯本气候分类法，阿魯巴則屬半干旱气候，但並不如其他半乾旱地區炎熱。受大西洋的信風影響，阿魯巴氣溫在28 °C（82 °F）上下小幅波動，年降雨量可超過400 mm（16英寸）。
| 奧臘涅斯塔德                                        | 奧臘涅斯塔德 | 奧臘涅斯塔德 | 奧臘涅斯塔德 | 奧臘涅斯塔德 | 奧臘涅斯塔德 | 奧臘涅斯塔德 | 奧臘涅斯塔德 | 奧臘涅斯塔德 | 奧臘涅斯塔德 | 奧臘涅斯塔德 | 奧臘涅斯塔德 | 奧臘涅斯塔德 | 奧臘涅斯塔德 |
| 月份                                                | 1月          | 2月          | 3月          | 4月          | 5月          | 6月          | 7月          | 8月          | 9月          | 10月         | 11月         | 12月         | 全年         |
| --------------------------------------------------- | ------------ | ------------ | ------------ | ------------ | ------------ | ------------ | ------------ | ------------ | ------------ | ------------ | ------------ | ------------ | ------------ |
| 历史最高温 °C（°F）                                 | 32 (90)      | 33 (91)      | 34 (93)      | 34 (94)      | 34 (94)      | 35 (95)      | 34 (94)      | 36 (96)      | 36 (96)      | 35 (95)      | 33 (92)      | 33 (92)      | 36 (96)      |
| 平均高温 °C（°F）                                   | 30 (86)      | 31 (87)      | 31 (88)      | 31 (88)      | 32 (89)      | 32 (90)      | 32 (89)      | 32 (90)      | 33 (91)      | 32 (90)      | 32 (90)      | 31 (87)      | 32 (89)      |
| 日均气温 °C（°F）                                   | 27 (80)      | 27 (80)      | 27 (80)      | 27 (81)      | 28 (83)      | 28 (83)      | 28 (83)      | 29 (84)      | 29 (84)      | 28 (83)      | 28 (82)      | 27 (80)      | 28 (82)      |
| 平均低温 °C（°F）                                   | 24 (76)      | 24 (76)      | 24 (76)      | 26 (78)      | 26 (79)      | 27 (80)      | 26 (79)      | 27 (80)      | 27 (80)      | 26 (79)      | 26 (78)      | 24 (76)      | 26 (78)      |
| 历史最低温 °C（°F）                                 | 19 (66)      | 21 (69)      | 21 (70)      | 22 (71)      | 22 (71)      | 23 (73)      | 21 (70)      | 21 (70)      | 22 (72)      | 22 (71)      | 22 (72)      | 21 (69)      | 19 (66)      |
| 平均降水量 mm（）                                   | 38 (1.50)    | 19 (0.75)    | 7.6 (0.30)   | 13 (0.52)    | 14 (0.54)    | 18 (0.70)    | 30 (1.20)    | 25 (1.00)    | 35 (1.39)    | 65 (2.56)    | 79 (3.10)    | 66 (2.59)    | 409 (16.10)  |
| 来源：http://www.arubabound.com/weather/average.htm |              |              |              |              |              |              |              |              |              |              |              |              |              |

## 經濟
阿魯巴約有一半的國民生產毛額是來自旅遊業或相關產業，多數的觀光客來自美洲他國，其中又以美國遊客佔大多數。除此之外煉油工業與海運仍然貢獻了阿魯巴不少的收入，而農業與生產業的比重則是微乎其微。迄今為止荷蘭每年仍會挹注相當程度的開發援助金給阿魯巴，而近年來海外商業服務的發展也是值得關注的財源。
阿魯巴島過去最重要的經濟來源，煉油廠，在1985年時曾一度關閉，但又在1993年後恢復運作，現在是島上唯一有代表性的工業生產，也提供不少的外貿收入與工作機會。
在升格為荷蘭王國的构成国之前，阿魯巴原本是採用荷屬安的列斯盾（Antilliaanse gulden, ANG）。但在1986年成為荷蘭王國內的自治王国之後，阿魯巴成立了自己的中央銀行，並且發行新的貨幣單位，阿魯巴弗羅林（Arubaanse Florin，其國際貨幣代號仍稱為AWG，當地則使用Afl作符號）。阿魯巴弗羅林採取與美元鎖定匯率的方式運作，每一美元可以兌換1.79阿魯巴弗羅林，自啟用以來，此匯率未曾變動過。常年的高通貨膨脹是阿魯巴經濟上的隱憂，但該島僅有1%的超低失業率比較起周圍的加勒比海國家，仍然是難得一見。

## 人口

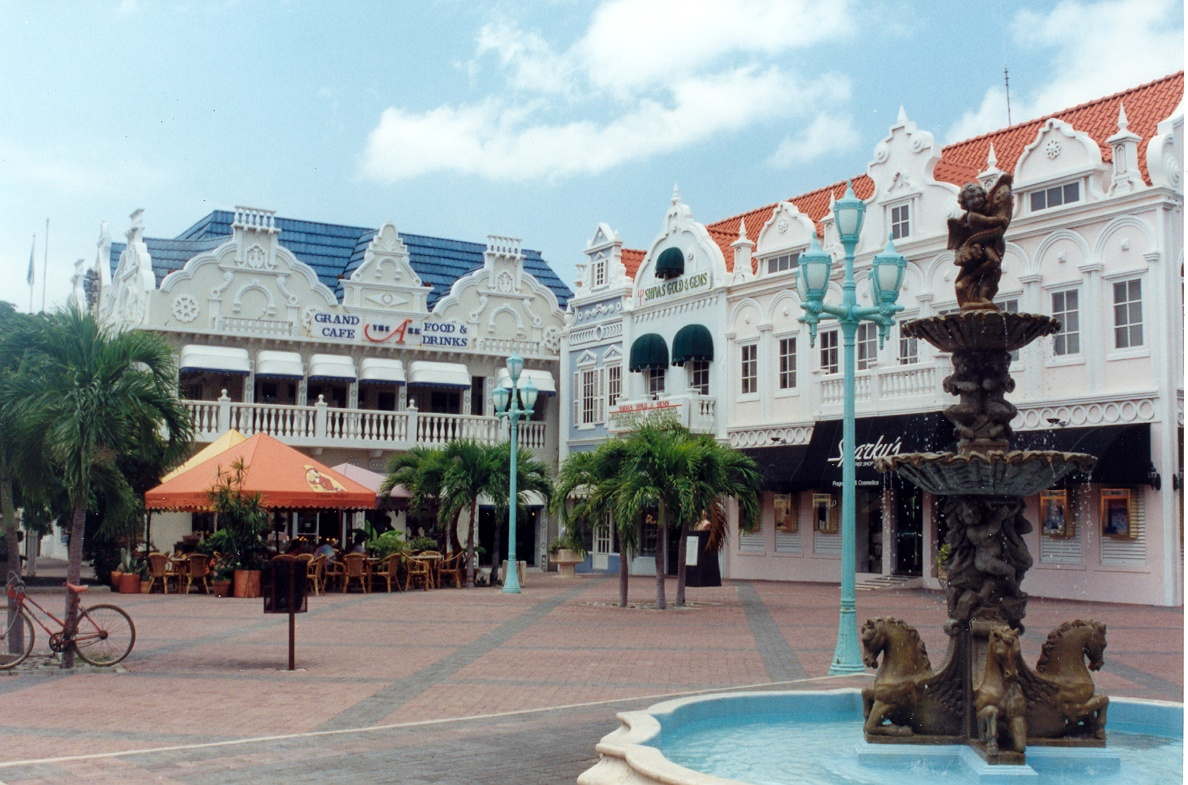
首府奧倫吉士達一景

阿鲁巴岛的人口以混血为主，主要包括原住民印第安人、欧洲殖民者以及非洲奴隶的后裔。此外，岛上还有少数亚洲人和犹太人。近年来，由于旅游业的发展，来自拉丁美洲和加勒比地区的移民也纷纷涌入该岛。
語言上，基於其原本是荷蘭殖民地的背景，阿魯巴是以荷蘭語作為官方語言，所有的官方文件都是以荷蘭文記述流通。但當地居民的母語卻是一種稱為（Papiamento）的克里奧混語方言，包含有葡萄牙語、西班牙语、英语、荷蘭語（包括南非語）、阿拉瓦印地安語等語言要素，主要流行於ABC島嶼上。除此之外，為了與國際環境與週遭大部分使用西班牙文的國家接軌，英文與西班牙文在阿魯巴也有不少人在使用，並且被列入官方制定的教育課程中。
宗教上，約有八成的阿魯巴人信奉天主教。

## 文化與觀光
阿魯巴複雜的族群混合，意味著文化上也是多元的，除了母國荷蘭的影響外，許多其他歐洲國家乃至於非洲的文化，也可以在這裡看到。近年來由於大量的美國觀光客來此度假（約佔每年為數70萬的旅客裡六成人數），帶來了美式文化的影響。但也有人擔憂擴張過度的觀光客數量將會造成島上的衝擊，因此開始討論限制旅客人數的措施。
阿魯巴島西岸的棕榈滩（Palm Beach）是島上主要的觀光客集中地，以長達10公里的連續白色沙灘與海邊的度假屋著名，又有藍綠色海岸（Turquoise Coast）的美名。
位在首府奥拉涅斯塔德近郊的貝婭特麗克絲女王國際機場擁有多條飛往美國東岸主要城市的國際航線，是前往阿魯巴最便利的方式。

## 外部連結
- Aruba.com （页面存档备份，存于） - 阿魯巴官方網站
- CIA - The World Factbook -- Aruba （页面存档备份，存于） - 美國中央情報局世界資訊報告書
- 阿魯巴地圖
- 荷屬阿魯巴介紹 （页面存档备份，存于）（中華民國外交部領事局）（繁體中文）